# Flugstaffel Meinecke
Flugstaffel Meinecke ist eine Fernsehserie des Fernsehens der DDR aus dem Jahr 1989.

## Inhalt
Die Serie schildert die Arbeit und das Umfeld der Interflug-Agrarflieger bei der Düngung und dem Pflanzenschutz genossenschaftlicher Felder. Neben den Einblicken in die Vorbereitung und Durchführung von Flügen werden auch Höhen und Tiefen zwischenmenschlicher Beziehungen, kleine Liebesgeschichten und reichlich Kritik an der Mangelversorgung in der DDR sowie, wenn auch verdeckt, etwas Systemkritik geschildert.
Sieben Folgen lang unterstützt das Personal des Betriebes Agrarflug der DDR-Fluggesellschaft Interflug, welcher auf den fiktiven Flugplätzen Langenfeld und Kynast im Norden der DDR stationiert ist, mit ihren Maschinen die LPGen beim Pflanzenschutz und der Düngung ihrer Felder oder bei der Waldbrandbekämpfung.

## Produktion
Gedreht wurde die Serie im Frühjahr und Sommer 1989, u. a. auf dem Flugplatz Anklam. Die erste Folge Gewitterflug wurde am 5. Januar 1990 im 1. Programm des DDR-Fernsehens gezeigt. Alle weiteren Teile folgten dann im wöchentlichen Rhythmus. Nach Treffpunkt Flughafen war diese Reihe die zweite Fliegerserie im DDR-Fernsehen. Die Serie wurde seit der Erstausstrahlung 1990 mehrfach in den 3. Programmen des MDR und ORB bzw. später rbb wiederholt.

## Episodenübersicht

### 1. Gewitterflug
Frühjahr im Bezirk Neubrandenburg. Auf dem fiktiven Agrarflugplatz Langenfeld läuft der Flugbetrieb auf Hochtouren. Trotzdem wird der erfahrene Pilot Meinecke zur Einsatzleitung an den Stützpunkt Kynast abberufen, wo er für die nächsten Monate den dortigen Staffelleiter vertreten soll. Meinecke steht vor ernsthaften Problemen, da seine Ehefrau Brigitte nun den Bau des neuen Eigenheimes allein organisieren und mit der Mangelversorgung bei Baumaterial sowie fordernden Handwerkern kämpfen muss. Zudem zeigt sich der stellvertretende Staffelleiter in Kynast und Verantwortliche für den Fliegereinsatz, Winfried Oppel, enttäuscht, dass nicht er neuer Einsatzleiter wird, sondern Meinecke. Aus Frust lässt Oppel die Flugzeuge nach einer Übung trotz Unwetterwarnung wieder aufsteigen. Als Meinecke auf dem Flugfeld eintrifft, können die Piloten nicht mehr zurückgerufen werden. Nach dem Gewitter wird das Flugzeug von Wolfgang Meyer vermisst.

### 2. Getriebeschäden
Auf dem Flugplatz Langenfeld muss Meyer als Ersatzpilot für Meinecke einspringen. Die übertriebenen Vorahnungen des LPG-Vorsitzenden Brückner erfüllen sich nicht. Meyer leistet gute Arbeit und ist bald voll einsetzbar, jedoch macht ihm die Trennung von seiner Frau zu schaffen. Bei einem unangekündigten Besuch in seinen Heimatort findet er seine Frau in einer eindeutigen Situation. Rasend vor Wut reist Meyer wieder nach Langenfeld, wo ihn seine Gedanken auch in der Luft nicht loslassen und zu Flugfehlern führen, die ihm schließlich ein Flugverbot einbringen. Der LPG-Vorsitzende Brückner setzt die Männer unter Druck, mehr als die zulässigen Flugstunden zu fliegen, damit die Arbeiten und die Planerfüllung seiner LPG nicht ins Stocken geraten. Seine Kreativität bei der Beschaffung von Flugbenzin, was durch Pannen am Tankwagen schwierig ist, endet schließlich fast in einer Katastrophe.

### 3. Kapriolen
In Langenfeld werden die zwei neuen Flugschüler vom Lehrkommandant Oppel hart rangenommen. Dem Absolventen Gabbel fällt es leicht, sich mit Oppel zu arrangieren und seine Vorgaben zu erfüllen. Auch bei der schönen Rita aus dem Sekretariat hat Gabbel, gut aussehend und selbstsicher, so lange ein leichtes Spiel, bis Rita klar wird, dass Langenfeld für Gabbel nur ein Sprungbrett zu höheren Zielen sein wird. Der zurückhaltende und eigensinnige Flugschüler Zobel eckt durch seine unbeholfene Art sofort bei Oppel an. Seine Chancen, den Flugschein zu bekommen, stehen schlecht. Plötzlich meldet sich ein aufgebrachter Imker auf dem Stützpunkt. Dieser beschuldigt Gabbel, durch Ausbringung von Insektiziden über dem See seine Bienenvölker ausgerottet zu haben. Pech für Gabbel, dass er das Vorhaben mit dem Wirt des örtlichen Gasthofes lautstark diskutiert hat, was der Imker belauscht hatte. Dieser sieht nun seine Chance, Schadenersatz zu fordern, obwohl seine Bienen infolge einer Krankheit eingegangen waren.

### 4. Sturzflug
Die alljährliche Flugschau in Kynast endet fast in einer Katastrophe. Während sich am Boden die Zuschauer über das gewagte Kunststück des sogenannten Flieger-Asses Thomas Sander begeistern, kämpft er in Wahrheit mit der klemmenden Schleppleine eines Segelfliegers, welche seine Maschine in einen gefährlichen Flugzustand gebracht hat und mit atemberaubendem Tempo nach unten stürzen lässt. In letzter Sekunde bringt er das Flugzeug wieder unter Kontrolle. Die seitdem zunehmenden Angstzustände machen es Sander unmöglich, wieder ins Cockpit zu steigen. Seine psychischen Probleme versucht Sander durch eine Krankschreibung zu verheimlichen. Schon bald kursieren im Dorf die wildesten Gerüchte über seinen Zustand. Sanders Frau bittet Staffelleiter Meinecke, ihren Mann zu überreden, sich psychologisch betreuen zu lassen. Bevor Meinecke handeln kann, werden seine Männer zur Bekämpfung eines Waldbrandes gerufen. Das Kinderheim, in dem Sanders Frau arbeitet, wurde vom Flammenmeer völlig eingeschlossen.

### 5. Höhenflug
Winfried Oppel, Junggeselle in den besten Jahren und stellvertretender Leiter der Flugstaffel in Kynast, lässt den Dorfklatsch in Langenfeld kräftig blühen. Die durchaus attraktive Chefin einer Model-Agentur hat Oppel den Kopf verdreht. Angeblich sei die Dame mit einem alten Schulfreund (Peter Prager) Oppels verheiratet. Oppel lässt sich mehrmals zu halsbrecherischen Flugkunststückchen hinreißen oder er erfindet täglich neue technische Defekte an der Maschine und ungünstige Witterungslagen, um so oft und schnell wie möglich mit seiner Liebe zusammen zu sein. Zunehmend kann auch Staffelleiter Meinecke nicht länger über Oppels Kapriolen hinwegsehen, welcher bereits für seinen Posten in Kynast vorgesehen war. Eine bereits geplante Beförderung Oppels muss daher verschoben werden.

### 6. Eine alte Geschichte
Der Fluginspektor Harald Förster, charmant und gutaussehend, trifft plötzlich im sportlich-schicken EMW 327 auf dem Flugplatz Langenfeld ein. Für einige Wochen soll er dort seine praktischen Einsatzstunden ableisten. Die Nachricht von der Ankunft des bekannten Herzensbrechers lässt einen alten Streit in der Ehe des Flugzeugmechanikers Herbert Holz (Jörg Panknin) wieder aufflammen. Förster hatte vor Jahren seiner jetzigen Frau den Kopf verdreht. Bereits am ersten Abend provoziert Holz beinah eine Schlägerei mit Förster, da er fälschlicherweise glaubt, seine Frau möchte die alte Beziehung wieder aufflammen lassen. Trotz vieler Warnungen durch seine Mitarbeiter teilt Staffelleiter Meinecke die beiden Kontrahenten für dieselbe Maschine ein. Kurz nach dem Start fällt das Triebwerk aus und Förster kann das Flugzeug nur mit Mühe notlanden. Die Ursache für den Beinahe-Absturz ist selbst nach gründlichen Untersuchungen nicht zu finden. Im Dorf geht daher das Gerücht um, Holz hätte aus Eifersucht versucht, Förster umzubringen. Selbst seine Frau distanziert sich von ihm. Allem Klatsch zum Trotz steigt Förster erneut in ein von Holz gewartetes Flugzeug, doch diesmal sitzt Holz mit in der Maschine und wieder versagt der Motor.

### 7. Testflug
Staffelleiter Meinecke kann endlich seinen Abschied vom Schreibtisch in Kynast nehmen und als Einsatzflieger nach Langenfeld zurückkehren. Zur Einweihungsfeier des neuen Eigenheims, dessen Bau seine Frau Brigitte während seiner Abwesenheit allein organisiert hat, kommt er gerade noch rechtzeitig. Endlich will Meinecke sesshaft werden und mehr Zeit für seine Familie haben. Ein später Gast bringt keine guten Nachrichten. Meinecke soll auch weiterhin Chef in Kynast bleiben und man verspricht ihm neue und leistungsstarke Flugzeuge. Nun gerät er in einem Konflikt zwischen Beruf und Familie. Auch Pilot Meyer wird von seiner Frau vor eine schwierige Wahl gestellt. Er soll das Fliegen aufgeben, um endlich wieder mit ihr zusammenzuleben.